# محمد ابوالحسنی
محمد ابوالحسنی (زادهٔ ۱ خرداد ۱۳۵۳ – درگذشتهٔ ۷ فروردین ۱۴۰۰) تهیه‌کننده و فعال حوزهٔ پویانمایی و انیمیشن ایرانی بود که از شناخته شده‌ترین آثار او می‌توان انیمیشن دیرین دیرین را نام برد. وی در سال ۱۴۰۰ در سن ۴۶ سالگی بر اثر ابتلا به ویروس کرونا درگذشت.

## زندگی‌نامه
محمد ابوالحسنی از سال ۱۳۸۳ وارد عرصهٔ انیمیشن شد و تا سال ۱۳۸۸ این همکاری به تیم ۱۷۰ نفر رسید. او در این ۵ سال، ۲ هزار انیمیشن فرهنگی در مورد آب، برق، گاز، مواد مخدر، پلیس و بهداشت و… ساخت که معروف‌ترین آنها آیتم «حسن دست نزن خطرناکه» بود. ابوالحسنی با خلق دیرین دیرین با محمدرضا علیمردانی به شهرت رسید و این پویانمایی یکی از پر مخاطب‌ترین انیمیشن‌های چند سال اخیر بوده‌است. وی گفته‌است که از دوران دانش‌آموزی به فکر درآمدزایی بوده و قبل از شروع مدرسه به بازار بزرگ می‌رفته و لوازم‌التحریر می‌خریده و با کمی قیمت بالاتر به اطرافیانش می‌فروخته‌است. او در رابطه با فعالیت‌های انیمیشن گفته‌است:
«سال ۱۳۸۳ حدود ۱۲ نفر دور هم جمع شدیم و شرکت تولید انیمیشن راه‌اندازی کردیم. در سال ۱۳۸۸ این گروه به تیمی ۱۸۰ نفری تبدیل شد که شعبه‌ای هم در بیروت داشتیم… سال ۱۳۸۸ انیمیشن‌های «حیات وحش؛ حیوانات منقرض شده» را ساختیم و فقط در فضای وب و مجازی منتشر کردیم، در این انیمیشن‌ها به نکتهٔ خاصی اشاره نمی‌شد و هدفمان فقط تولید برنامه‌های کوتاه و جذاب بود. از این انیمیشن‌ها به‌شدت استقبال شد و چند جایزه هم گرفت. در سال ۱۳۹۲ تصمیم گرفتیم همان‌گونه که روزنامه‌ها، کاریکاتور روز دارند، ما هم انیمیشن روز تولید کنیم و براساس اتفاقات روز، انیمیشن‌های جذاب تولید کرده و در فضای مجازی منتشر کنیم… بنابراین دیرین دیرین را شروع کردیم…»
از جمله انیمیشن‌هایی که وی ساخت، انیمیشن «خیلی خطرناکه حسن»، انیمیشن‌های «حیات وحش؛ حیوانات منقرض شده»، تهران ۱۵۰۰ و دیرین دیرین است که از معروف‌ترین انیمیشن‌های اوست.

## درگذشت
محمد ابوالحسنی در سوم فروردین ۱۴۰۰ با ۳۰ درصد درگیری ریه با ویروس کرونا به بیمارستان امام خمینی مراجعه کرد و درصد درگیری ریه‌ی وی به ۸۵ درصد رسید و در نهایت وی در تاریخ ۷ فروردین ۱۴۰۰ در سن ۴۶ سالگی درگذشت. مراسم تشییع و خاکسپاری او یک روز بعد از مرگش در ۸ فروردین ۱۴۰۰، در امامزاده اسماعیل زرگندهٔ تهران برگزار شد و او را به خاک سپردند.